# Marjorie Devaney

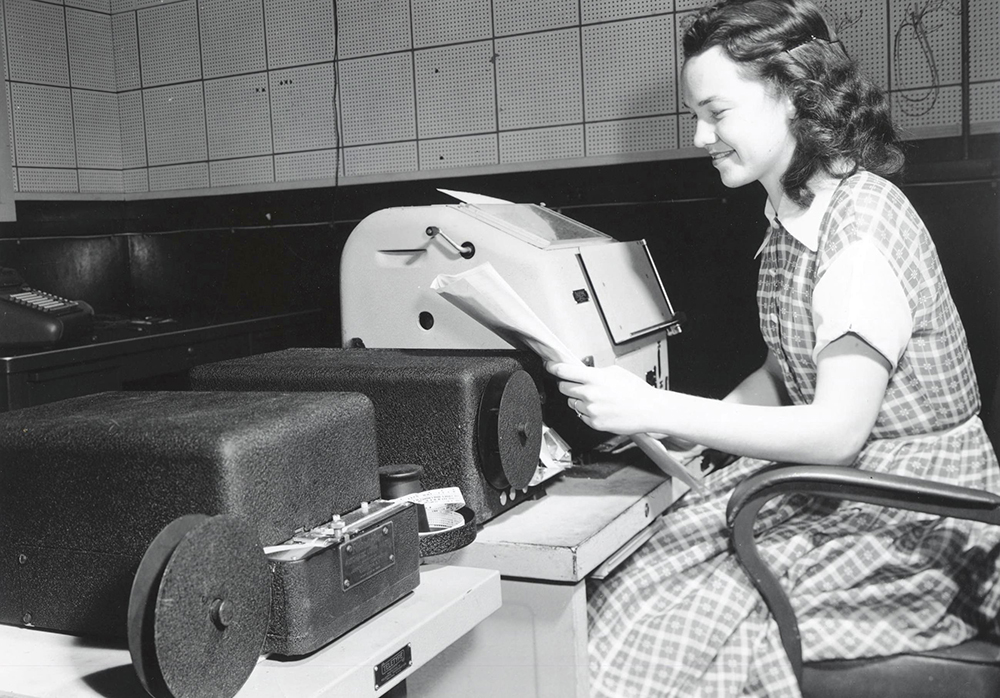
Devaney im Jahr 1952, wie sie ein Programm auf Lochstreifen stanzt, um es in den MANIAC zu laden

Marjorie Ann Devaney (* 3. März 1931 in Bell, Kalifornien, Vereinigte Staaten; † 20. September 2007 in Los Alamos, Vereinigte Staaten) war eine US-amerikanische Mathematikerin, Informatikerin und Elektroingenieurin. Sie begann 1951 am Los Alamos National Laboratory mit der Arbeit am Mathematical Analyzer Numerical Integrator And Computer Model I (MANIAC I) und war eine der ersten Computerprogrammiererinnen.

## Leben und Werk

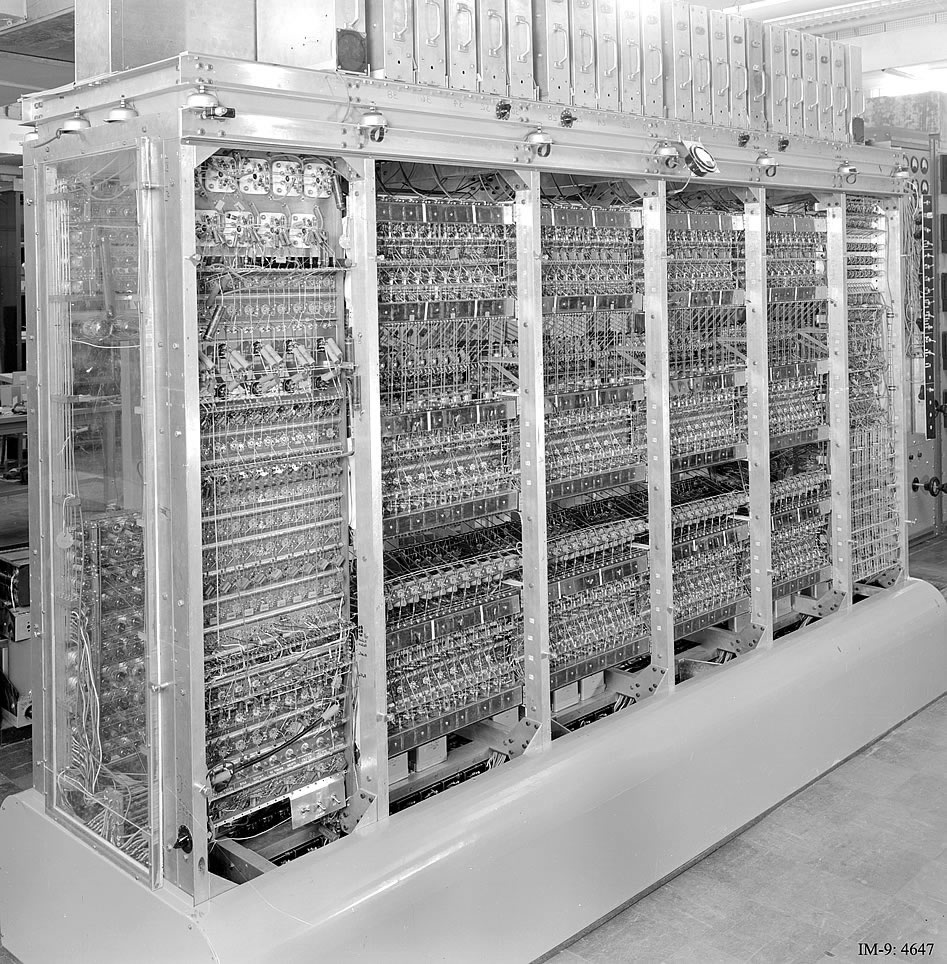
Die Recheneinheit des MANIAC 1952 kurz vor der Fertigstellung

Devaney war eines von drei Kindern von Hume McKinley Jones und Adalene Adele Jones und wuchs in Pomona auf. Sie erwarb einen Bachelor-Abschluss in Mathematik an der Universität Denver und einen Master-Abschluss in Elektrotechnik und Informatik an der University of New Mexico–Los Alamos (UNM-LA). 
Am 8. Oktober 1951 wurde sie am Los Alamos National Laboratory in Los Alamos als eine der ersten Computerprogrammiererinnen in der T-Division T-7 eingestellt, die von Nicholas Metropolis geleitet wurde. Ihre Arbeitsgruppe bestand zur Hälfte aus Ingenieuren, die die Maschine bauten, und zur Hälfte aus Programmierern, die diese nutzten. Der MANIAC wurde fertiggestellt und begann im März 1952 mit der Ausführung von Testaufgaben. Der MANIAC I diente dem Labor als leistungsstarke Plattform für die wissenschaftliche Forschung, bis er 1957 durch den leistungsfähigeren MANIAC II ersetzt wurde. Der MANIAC I wurde 1958 der University of New Mexico gespendet.
Devaney arbeitete bis zu ihrer Pensionierung 1991 in der Informatikabteilung. Während dieser Zeit arbeitete sie an Waffenprogrammen, Editoren und Betriebssystemen. Sie war außerdem eine der Hauptentwicklerinnen des zentralen Ablagesystems des Labors.
Zu Beginn ihrer Tätigkeit gab es weder Assembler noch Compiler noch Editoren. Anfangs wurden zur Eingabe Bits in einem Muster auf ein Lochband gestanzt. Später wurde auf einen Flexowriter, eine Art Schreibmaschine, auf Rollenpapier gedruckt. Schließlich arbeitete sie mit einem Magnetband. Wissenschaftler wie Enrico Fermi, von John von Neumann, Hans Bethe und George Gamow kamen und schauten sich den Computer an, weil sie ihn nutzen wollten. 
Die ersten zehn Jahre arbeitete sie an Waffenprogrammen. Die darauffolgenden zehn Jahre beschäftigte sie sich mit Editoren und mit Betriebssystemen. Von 1978 bis 1991 arbeitete sie an einem Ablagesystem. Damals gab es große Rechenzentren, deren Rechner alle vernetzt waren und mit entlegenen Standorten verbunden waren. Die großen Supercomputer hatten jedoch keinen permanenten Speicher. Sie hatten viel Speicherplatz, aber der war für laufende Programme gedacht und sie speicherten keine Daten. Devaney war an der Entwicklung eines gemeinsamen Ablagesystems beteiligt, mit dem man alles, was man speichern wollte, von jedem Rechner aus senden und es dann von jedem Rechner wieder abrufen konnte.
Devaney starb 2007 im Alter von 76 Jahren in Los Alamos.

## Veröffentlichungen (Auswahl)
- mit Jeanne Hudgins: The Terminal Control Language for the Madcap Programming Language. ACM SIGPLAN Notices 7, no. 10, 1972, S. 130–36.
- mit R. Richtmyer, N. Metropolis:  Continued Fraction Expansions of Algebraic Numbers. Numerische Mathematik 4, no. 1, 1962, S. 68–84.
- mit Joseph J. Devaney, Leona O. Bordwell: Hafnium Cross Sections and Their Temperature Dependence. Los Alamos, NM: Los Alamos Scientific Laboratory of the University of California, 1962.
- mit Lee Bordwell, Joseph J. Devaney,  Bertha Fagan, Max Goldstein: TEWA: An IBM Code for Computing the Maxwellian Doppler Broadening of Breit-Wigner Resonances. Los Alamos, NM: Los Alamos Scientific Laboratory of the University of California, 1964.